# Сулиця
Сули́ця, дро́тик — метальна зброя, полегшений та зумисне збалансований для метання спис. Як правило довжина сулиць становила близько 1—1,5 метра. Як бойова і мисливська зброя дротики застосовувалися багатьма народами світу з давніх-давен.

## Етимологія
Слово сулиця (також засвідчена форма су́ла) походить від праслов. *sudlo, *sudlica, утворених від дієслова *sunǫti/*sovati («сунути», «кидати»).
Слово дротик того ж походження, що й «дріт»: походить від нім. Draht через посередництво пол. drot.

## Типи
- Пілум — римський дротик.
- Соліферум — іспанський важкий дротик.
- Сулиця — руський дротик.
- Фаларика — античний дротик.